# 미쓰비시 파제로
미쓰비시 파제로(Mitsubishi Pajero)는 미쓰비시자동차공업의 대형 스포츠 유틸리티 자동차(SUV)이다. 차명인 파제로는 산고양이(스라소니)를 의미하지만, 'Pajero'라는 말이 스페인어로는 '색골'이라는 의미를 가지고 있기 때문에 영국에서는 쇼군(Shogun, 將軍의 일본어식 발음), 스페인, 인도, 북아메리카 등에는 몬테로(Montero, '사냥꾼'의 의미)라는 차명으로 판매했다. 개조 부문을 포함한 파리-다카르 랠리에 수없이 출전해 우승을 포함한 좋은 성적을 남겨 인지도가 높다. 또한 1세대는 현대정공을 통해 라이선스 생산되었고, 마지막 세대인 4세대는 한동안 대한민국에 판매하여 대한민국에서도 인지도가 있는 모델이다.

## 1세대

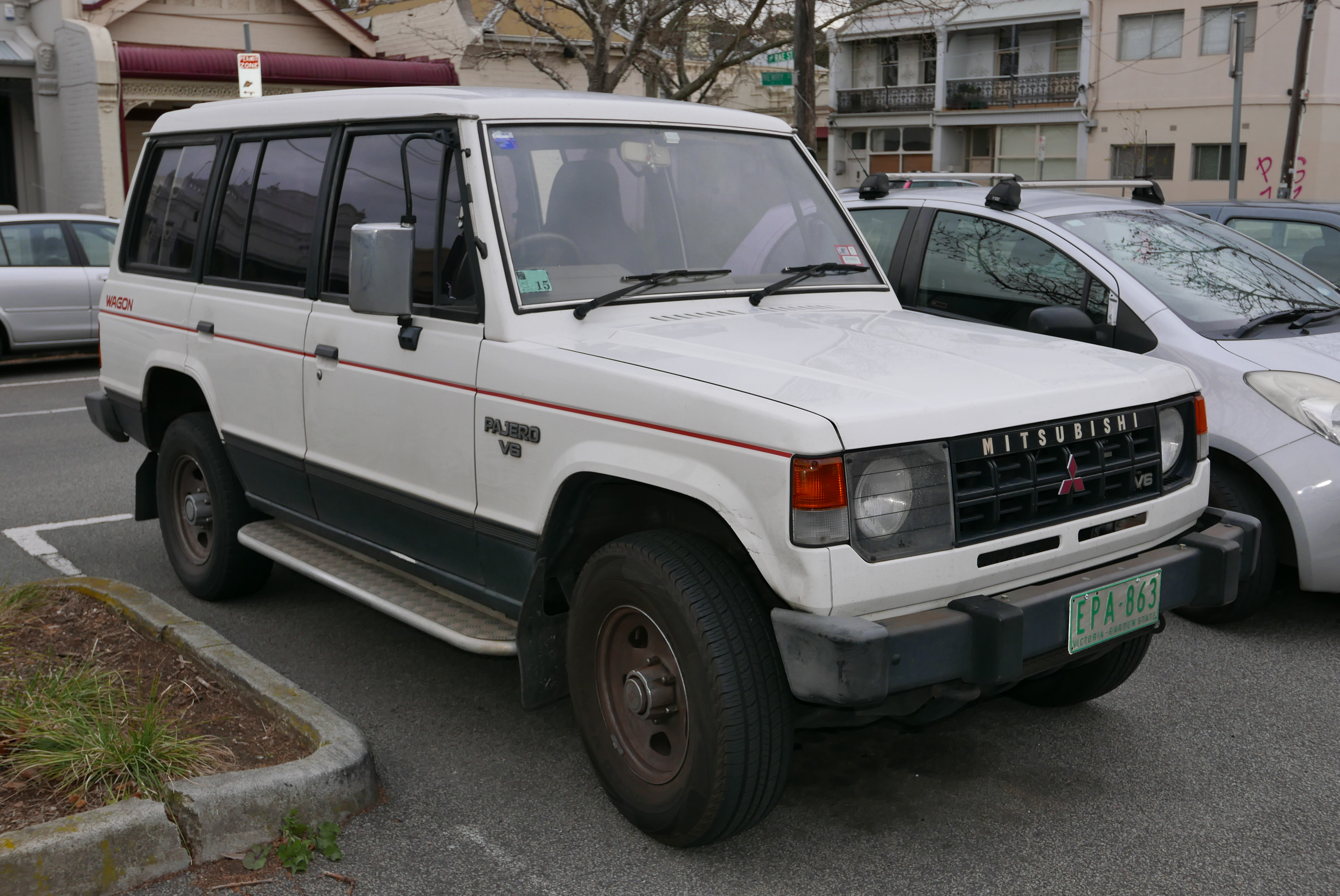
미쓰비시 파제로 정측면

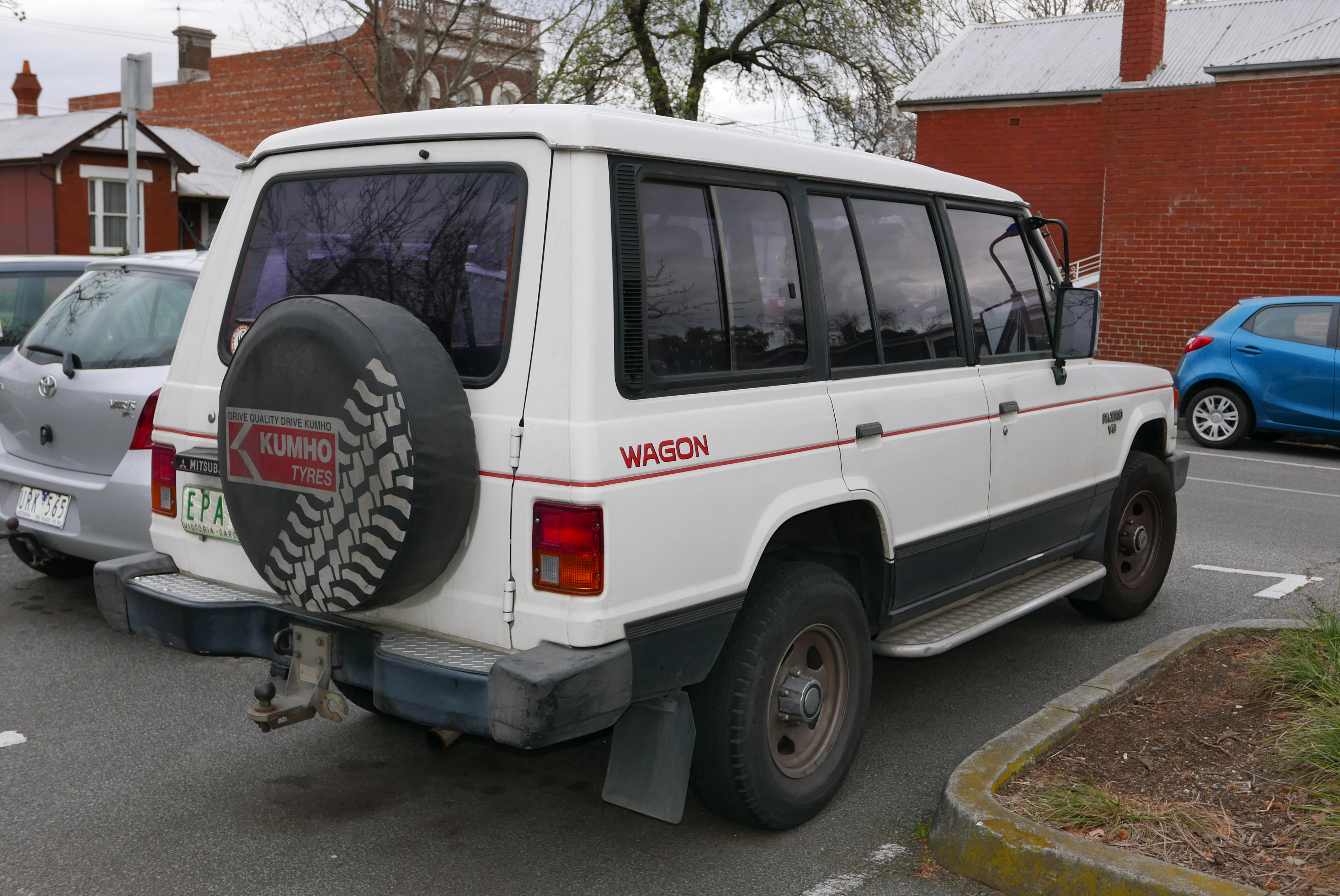
미쓰비시 파제로 후측면

1979년에 개최된 도쿄 모터쇼에 파제로 Ⅱ라는 컨셉트 카가 출품됐고, 1982년에 양산형이 출시됐다. 일본에서 SUV를 대중화시킨 1세대 파제로는 숏 바디(메탈 탑, 캔버스 탑)가 먼저 선보였다. 1983년에 전장과 축거를 연장한 롱 바디가 추가되었고, 1985년에 자동변속기가 추가되었다. 1983년부터 파리-다카르 랠리에 출전 이래 첫 우승을 차지했다. 1987년에 페이스 리프트를 거쳤다.미국에서는 미쓰비시자동차공업과 크라이슬러의 제휴를 통해 숏 바디에 한정하여 닷지 브랜드에서 레이더라는 차명으로도 팔렸다. 1992년에는 현대정공에서 이 차량을 베이스로 한 갤로퍼를 출시하였다.

## 2세대

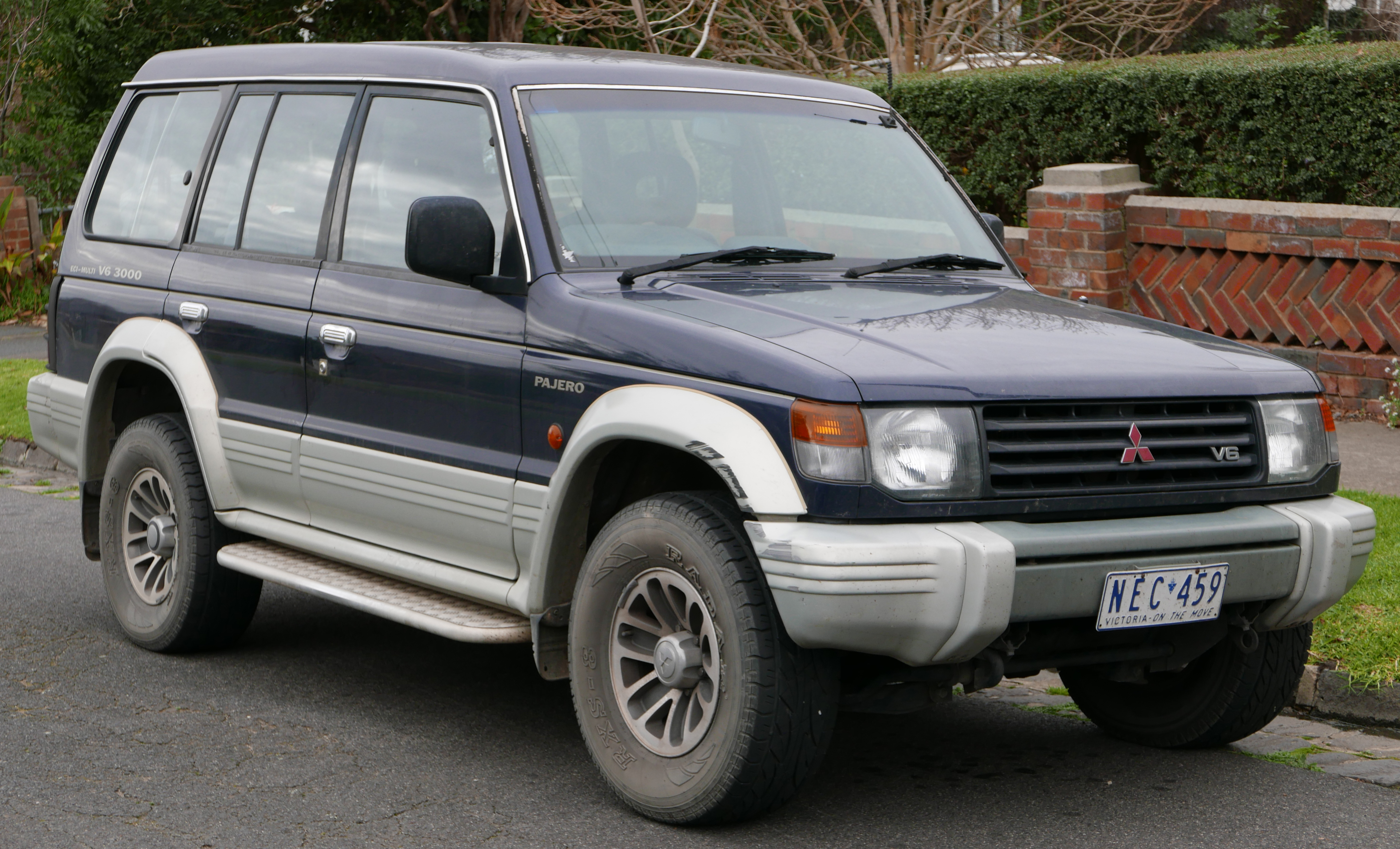
미쓰비시 파제로(전기형) 정측면

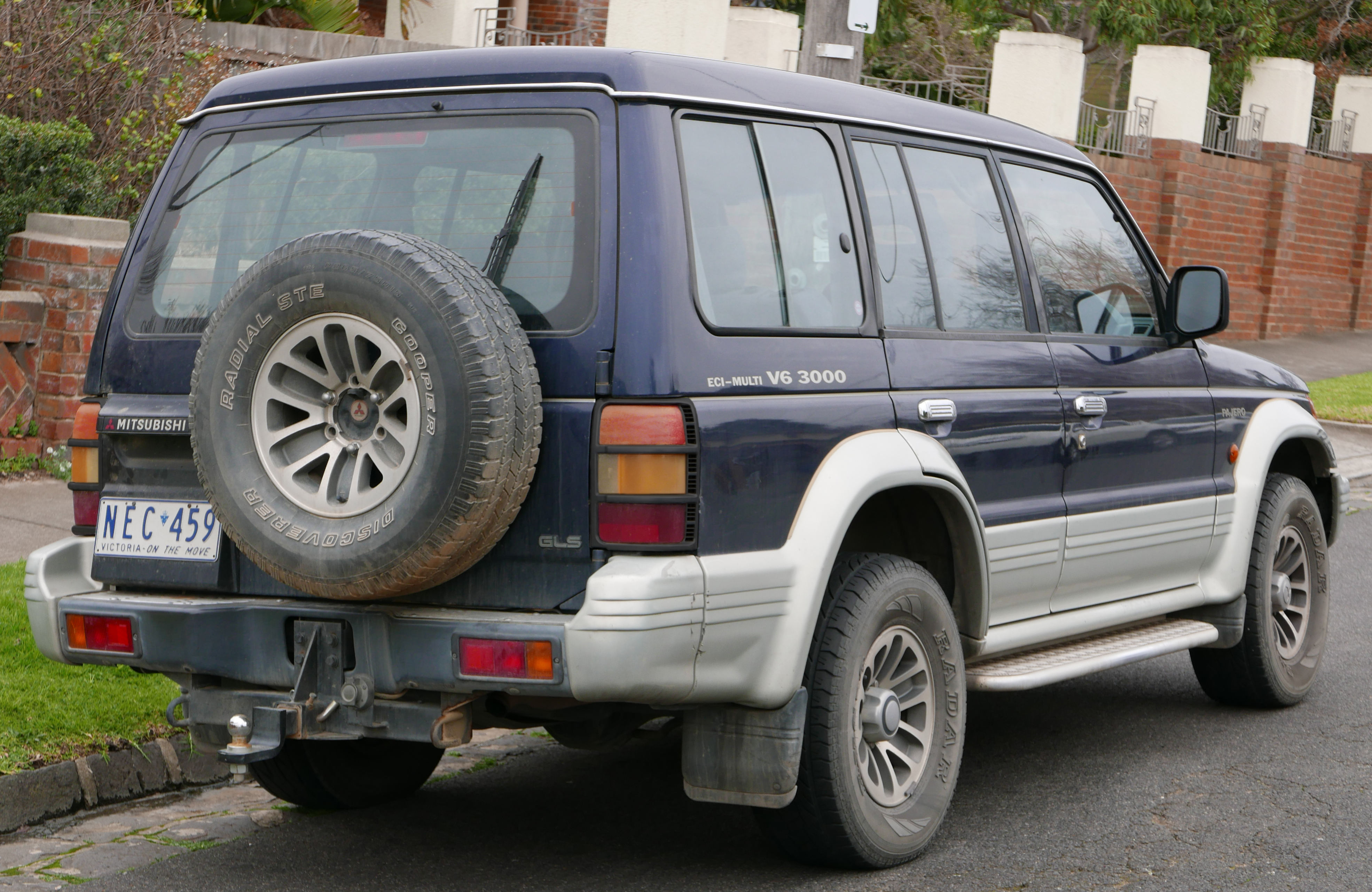
미쓰비시 파제로(전기형) 후측면

1991년에 출시되어 1세대의 디자인을 바탕으로 현대적으로 재해석했고, 거주성, 주행 안정성, 성능을 더 향상됐고, 세계 최초의 슈퍼 셀렉트 4WD와 멀티 모드 ABS 등 첨단 사양이 달렸다. 프론트 범퍼와 도어에 대형 임팩트 빔을 내장했고, 일본의 SUV 최초로 운전석 에어백이 달려 안전성을 높였다. 1997년에 페이스 리프트를 거쳐 오버 펜더 대신 블리스터 펜더를 적용했고, 충돌 시 보행자의 안전에 따른 비판적 여론을 수용해 범퍼 가드는 ABS 수지제로 바뀌었다. 1992년과 1993년, 1997년, 1998년에 파리-다카르 랠리에서 우승을 차지했다.

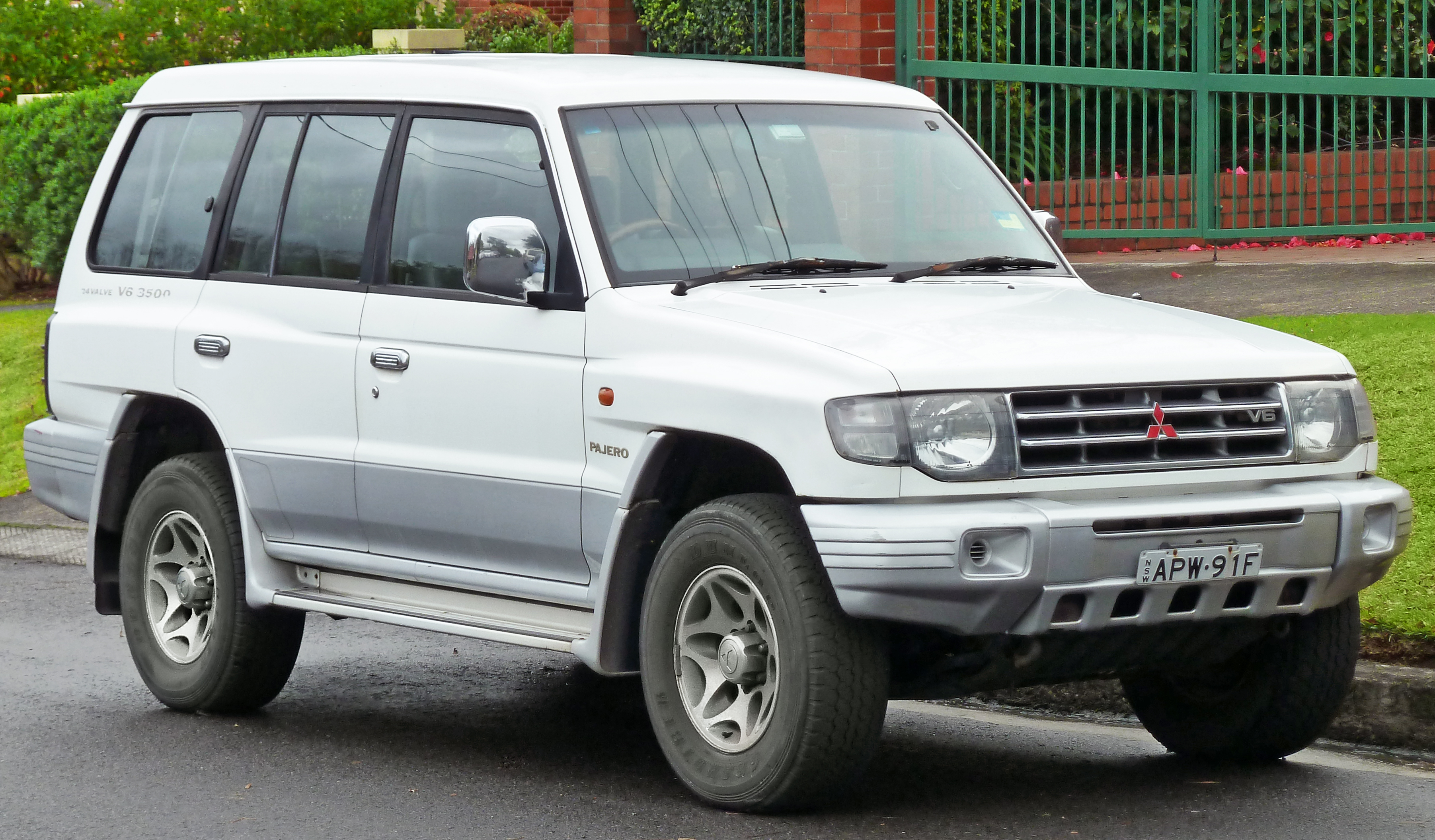
미쓰비시 파제로(후기형) 정측면
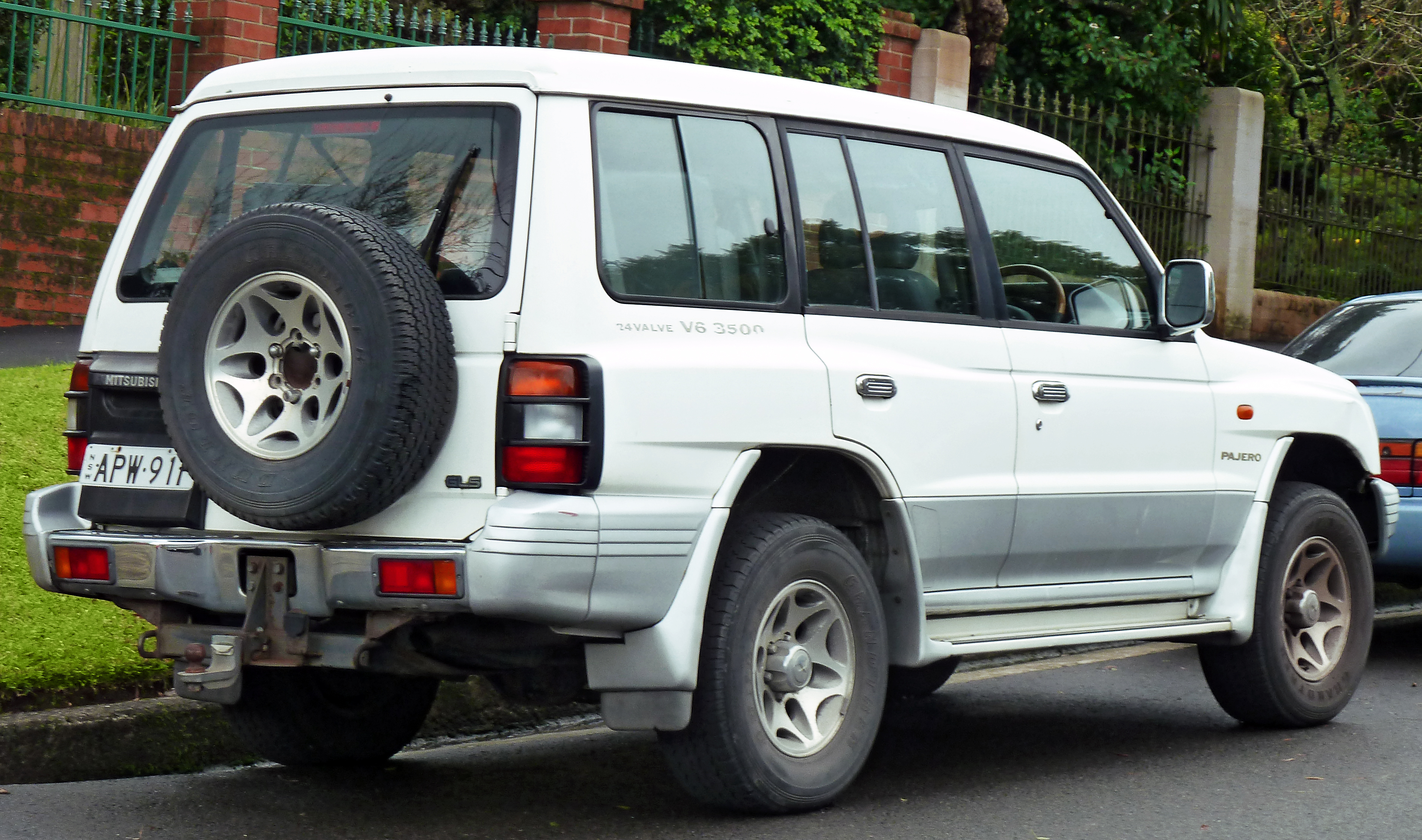
미쓰비시 파제로(후기형) 후측면

### 파제로 에볼루션

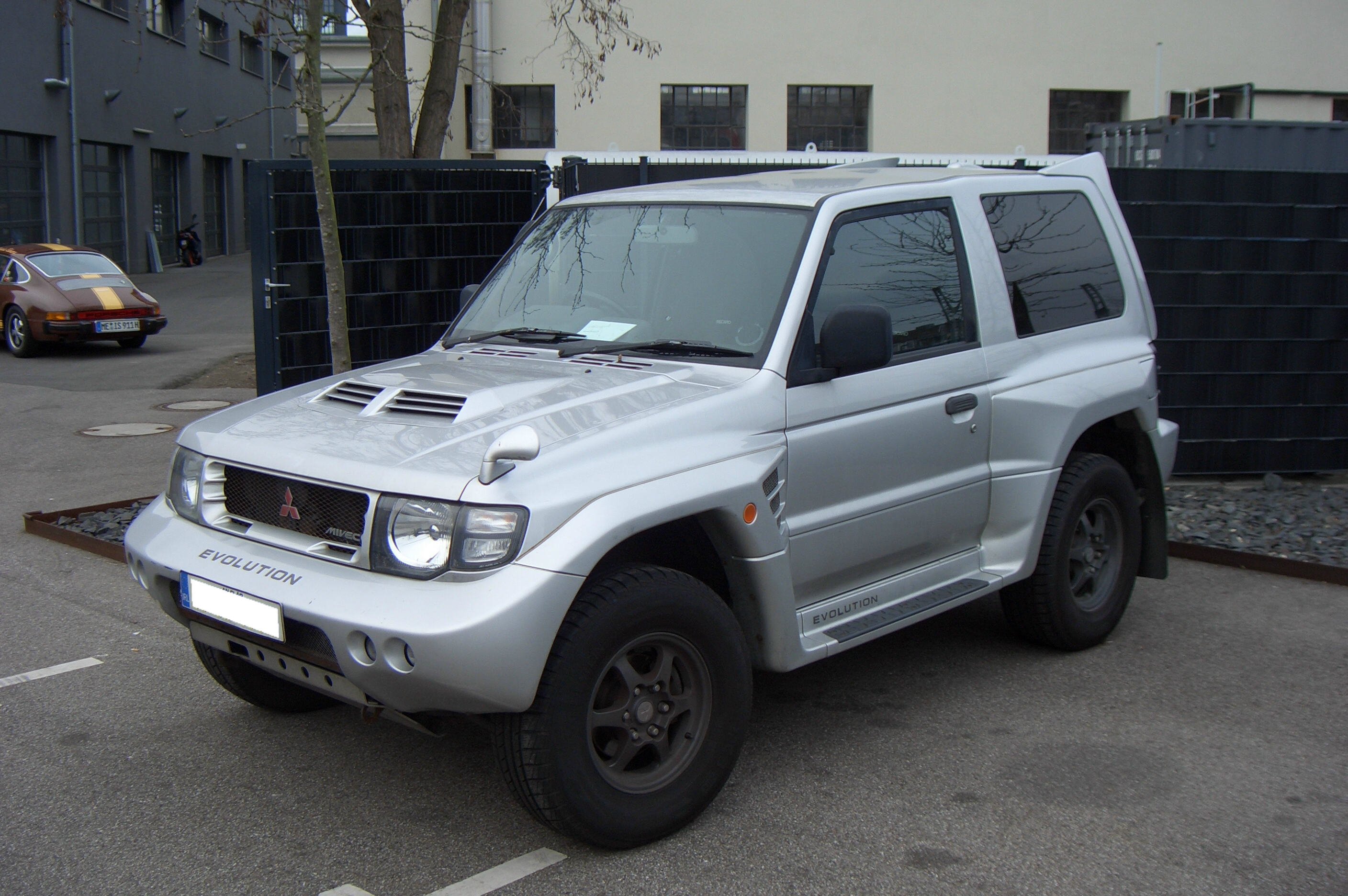
미쓰비시 파제로 에볼루션 정측면

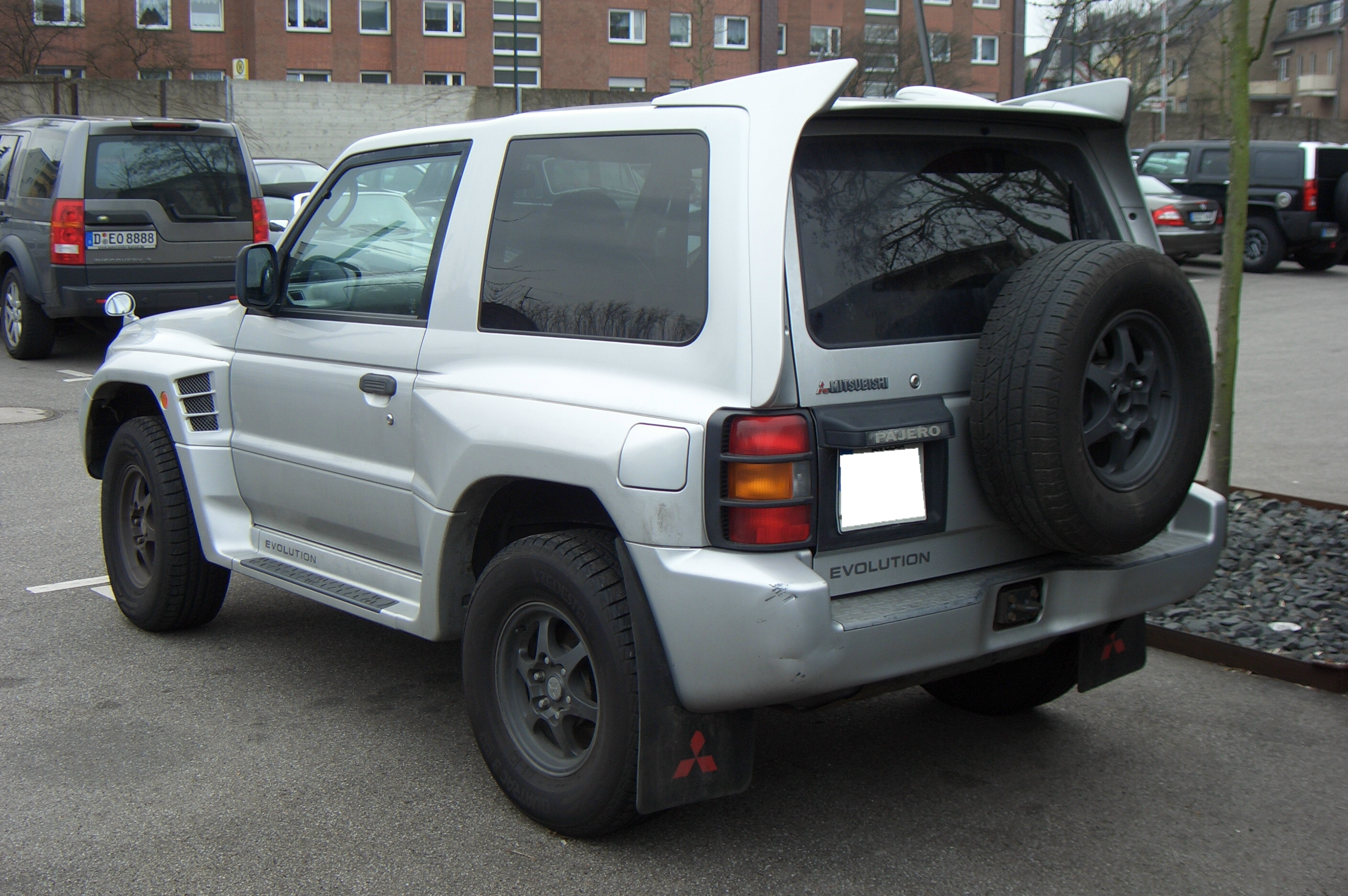
미쓰비시 파제로 에볼루션 후측면

1997년부터 2001년까지 파리-다카르 랠리에 프로토 타입(경기 출전 전용 차종)과 가솔린 터보 엔진으로는 참가가 제한됨에 따라 파리-다카르 랠리 출전을 위해 2세대 파제로 숏 바디를 개량해서 개발됐다. 블리스터 펜더에 오버 펜더를 덧대고, 전용 엔진이 적용됐다.

## 3세대

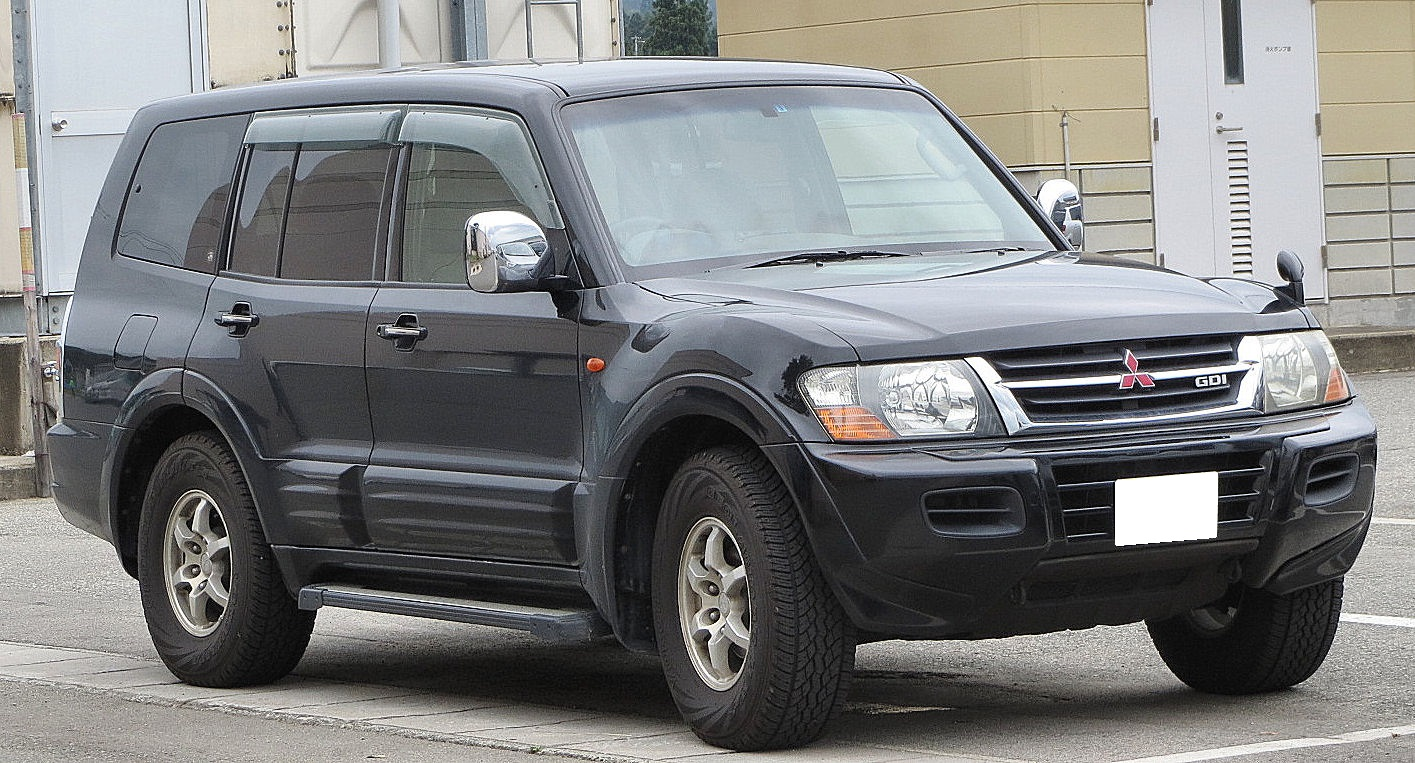
미쓰비시 파제로(전기형) 정측면

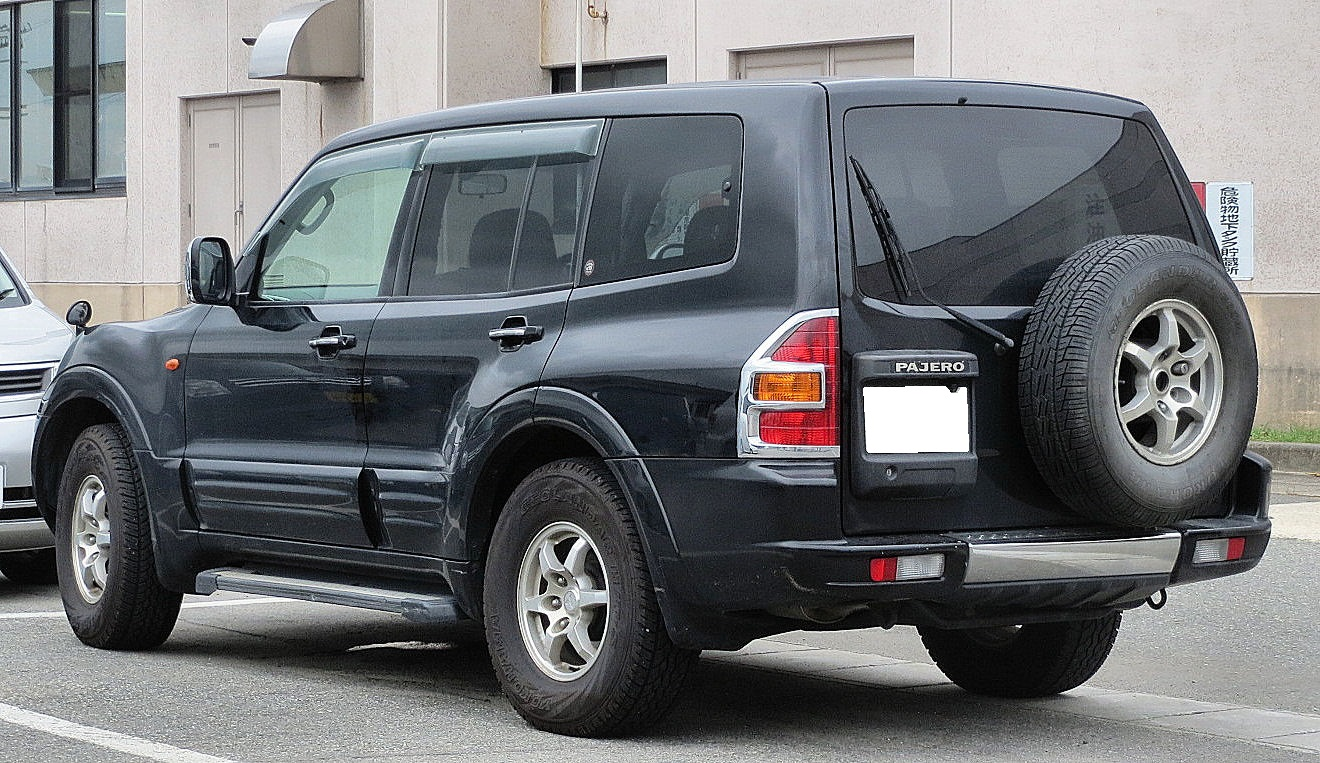
미쓰비시 파제로(전기형) 후측면

1999년에 출시되었다. 전폭이 1,875mm가 되어 차체 크기가 대형화됐고, 프레임 차체와 모노코크 차체의 장점을 조합한 래더 프레임 모노코크 차체를 적용해 종전보다 3배 정도 강성을 높여 오프로드 주행시에도 뛰어난 주파력을 보여주었다. 연료탱크는 안전의 이유로 차축으로 옮겨졌다. 2001년부터 2007년까지 파리-다카르 랠리에서 우승을 차지했다.

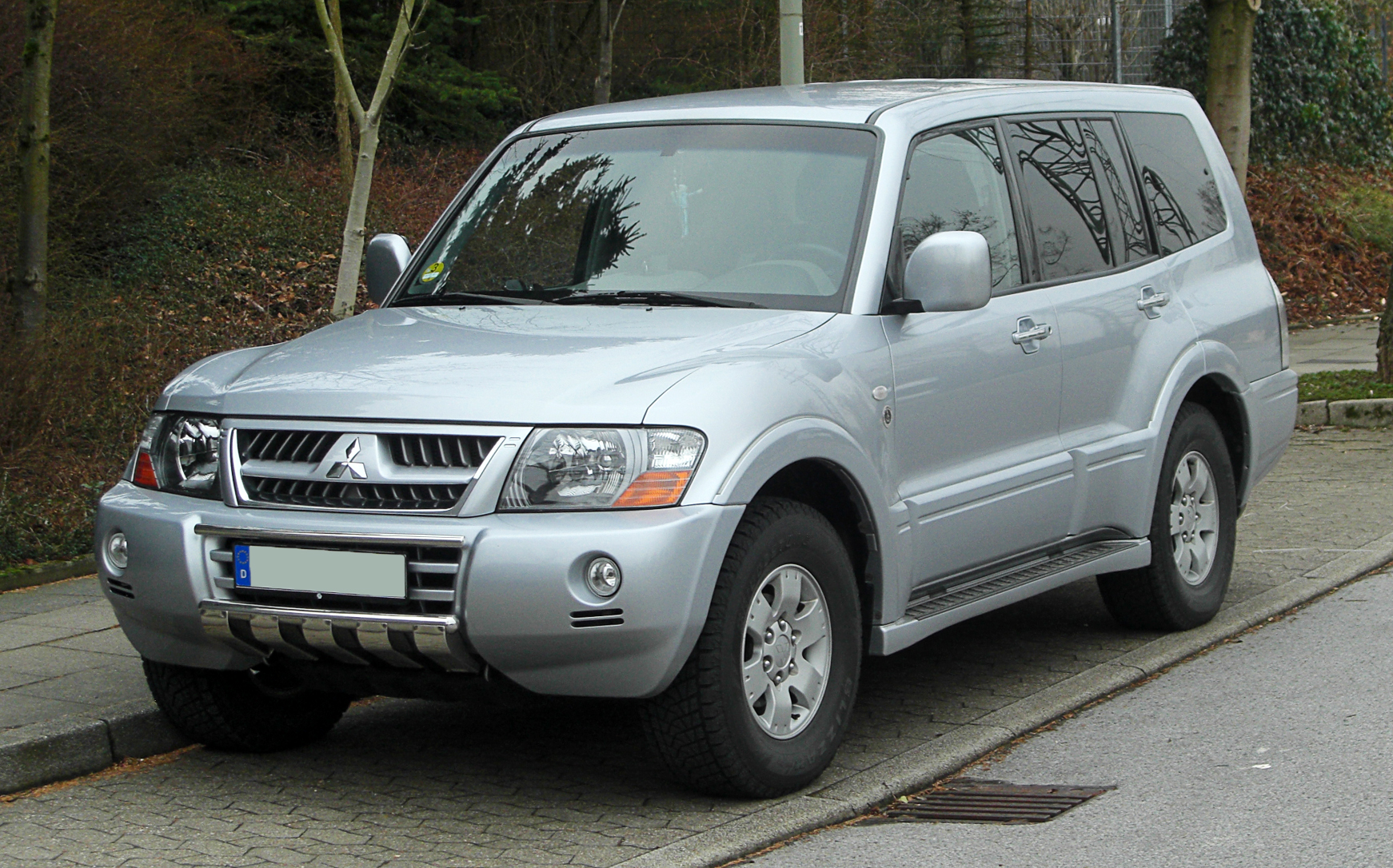
미쓰비시 파제로(후기형) 정측면
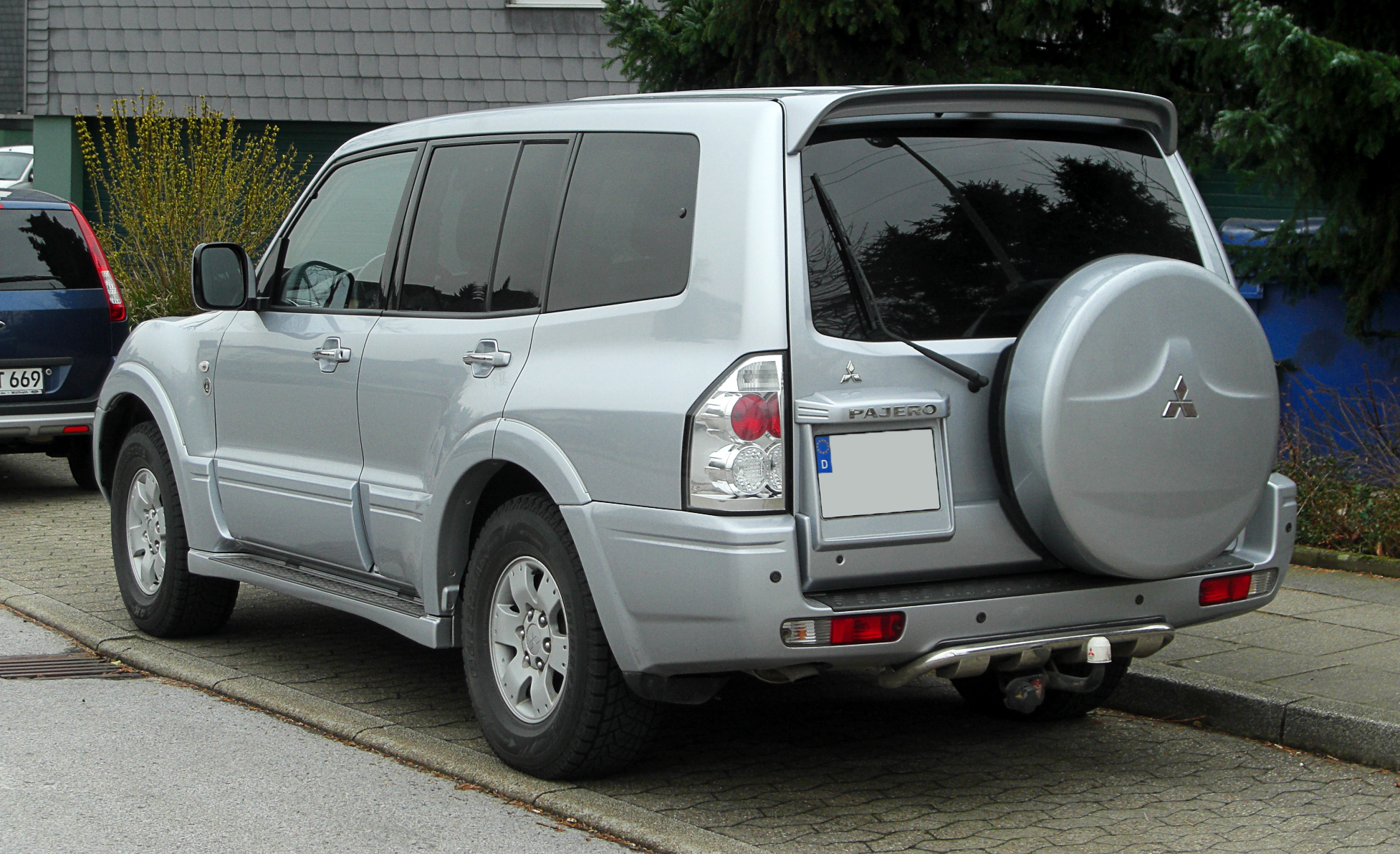
미쓰비시 파제로(후기형) 후측면

## 4세대

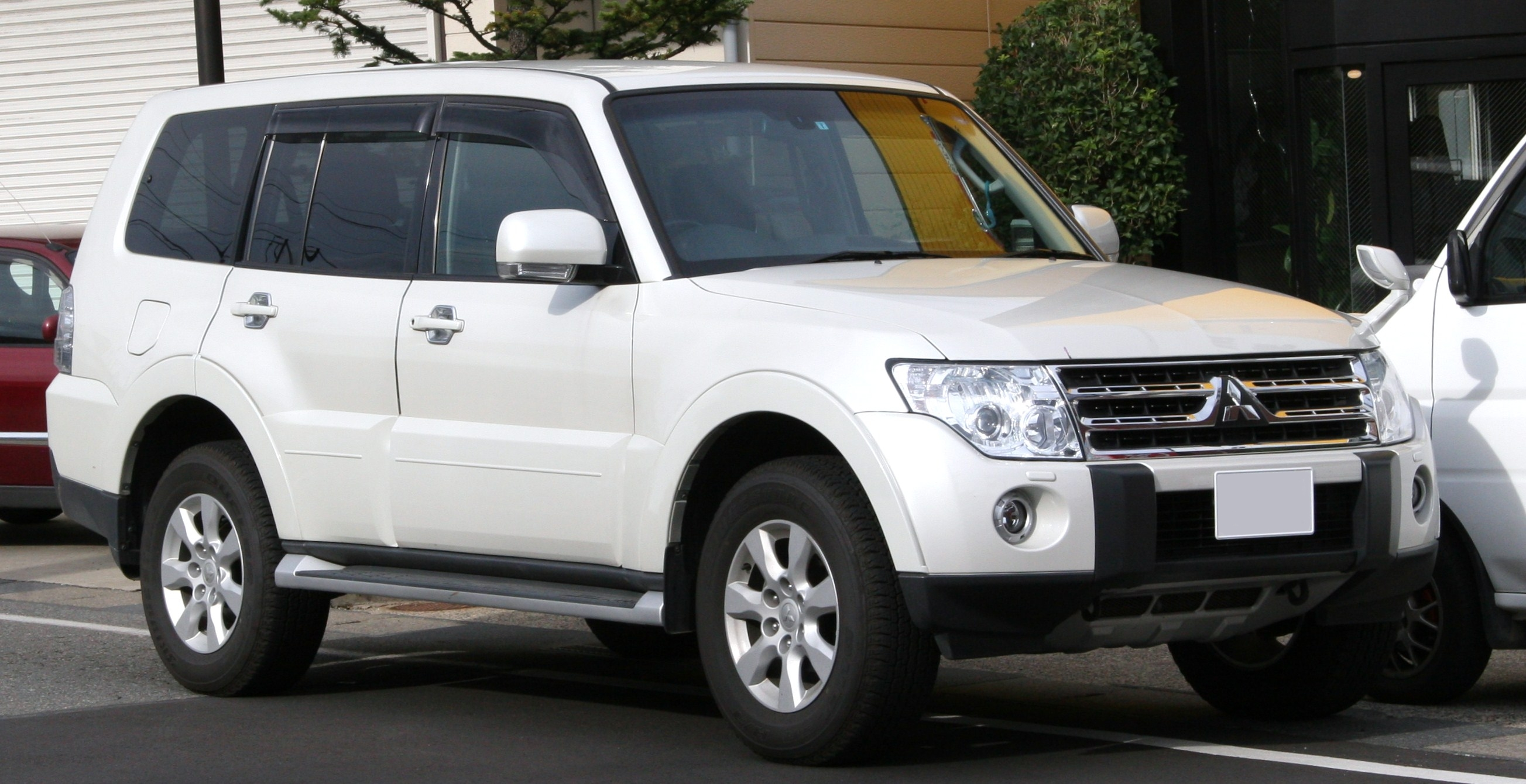
미쓰비시 파제로(전기형) 정측면

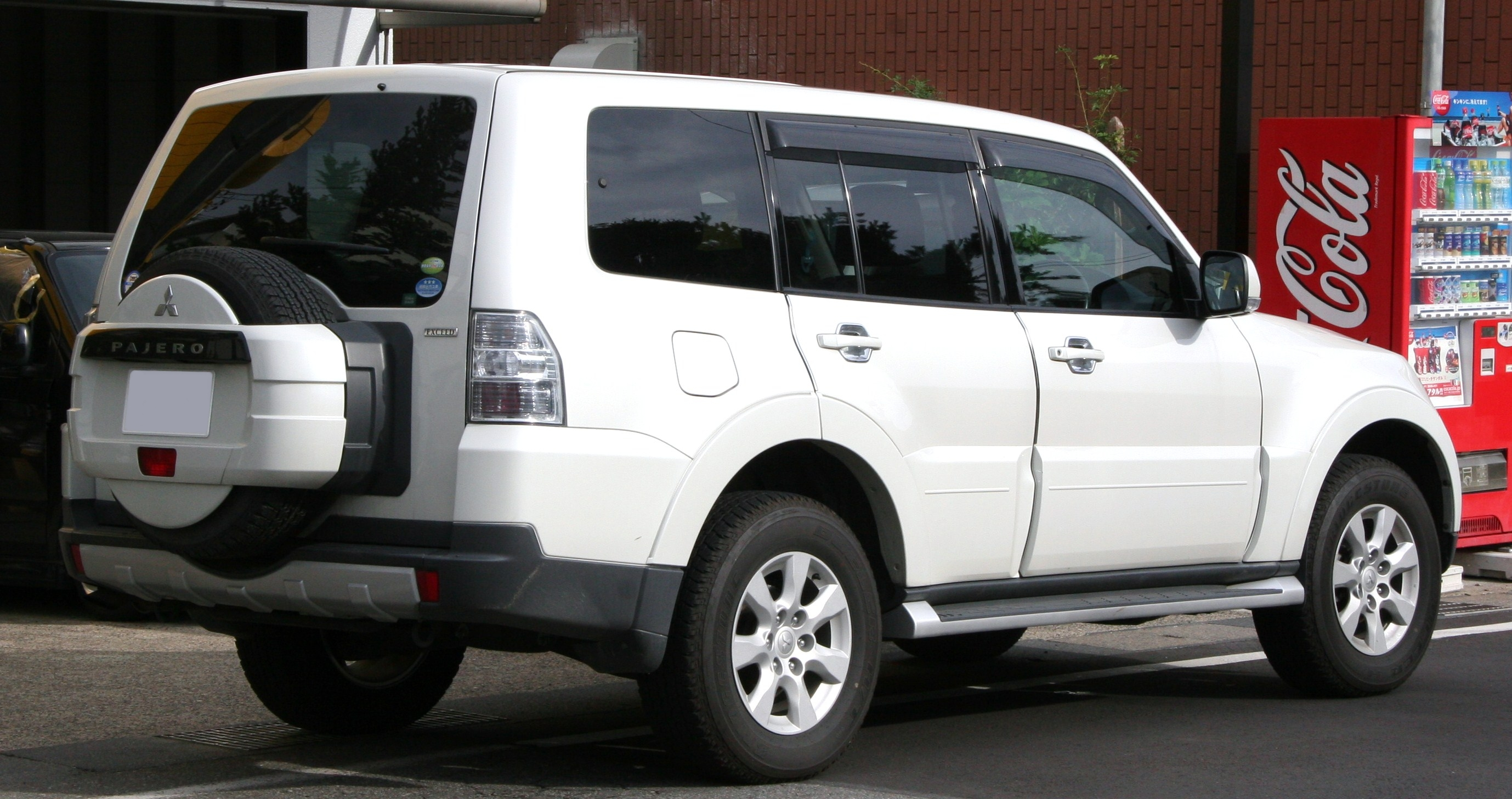
미쓰비시 파제로(전기형) 후측면

2006년에 출시되었다. 2세대 파제로를 현대식으로 재해석한 직선 위주의 디자인은 간결함을 더했다. 파워트레인으로는 2.8L 4M40 터보 디젤, 3.2L 4M41 DI-D(Direct Injection Diesel), 3.0L 6G72 가솔린, 3.5L 6G74 가솔린, 3.8L 6G75 가솔린 엔진이 탑재되었다. 대한민국에서도 2009년부터 2013년까지 4M41 3.2L 디젤 엔진을 탑재한 모델이 판매되었으나, 6천만원이 넘어가는 비싼 가격으로 인해 다른 미쓰비시 차량들보다도 특별히 판매가 부진하였다. 2019년 일본 시장에 파이널 에디션이 출시되었으며, 동년 9월에 완판됨으로써 일본 내수 시장에서의 파제로 판매는 종료되었다. 다만 동남아시아나 중동 시장 등 여전히 파제로가 높은 인기를 누리고 있거나 상대적으로 환경 및 안전 규제가 느슨한 시장에서는 판매가 지속된다. 2021년 7월에 해외에서도 라인업 정리 및 후속 모델 개발 취소로 인해 단종되었다.

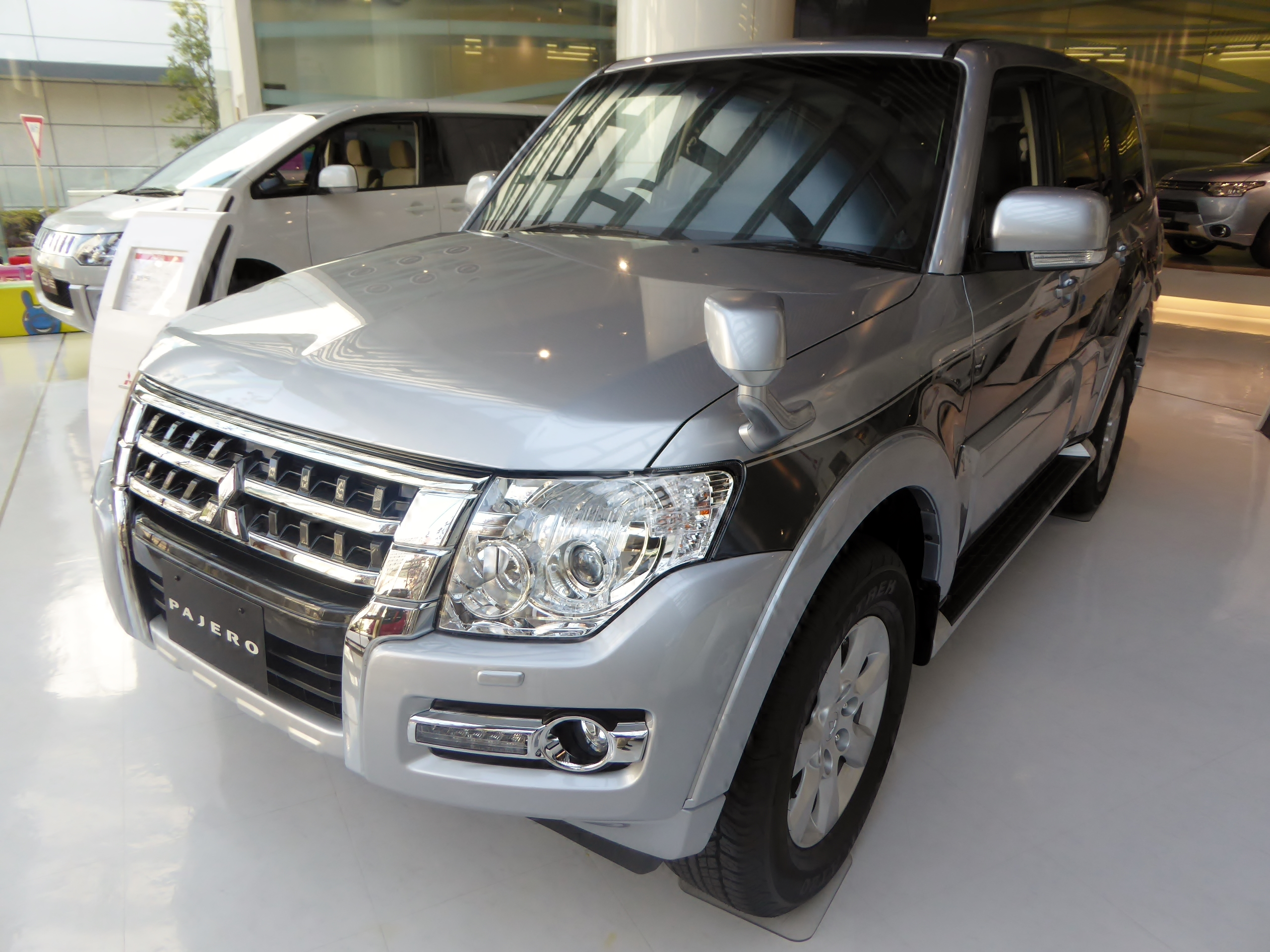
미쓰비시 파제로(후기형) 정측면
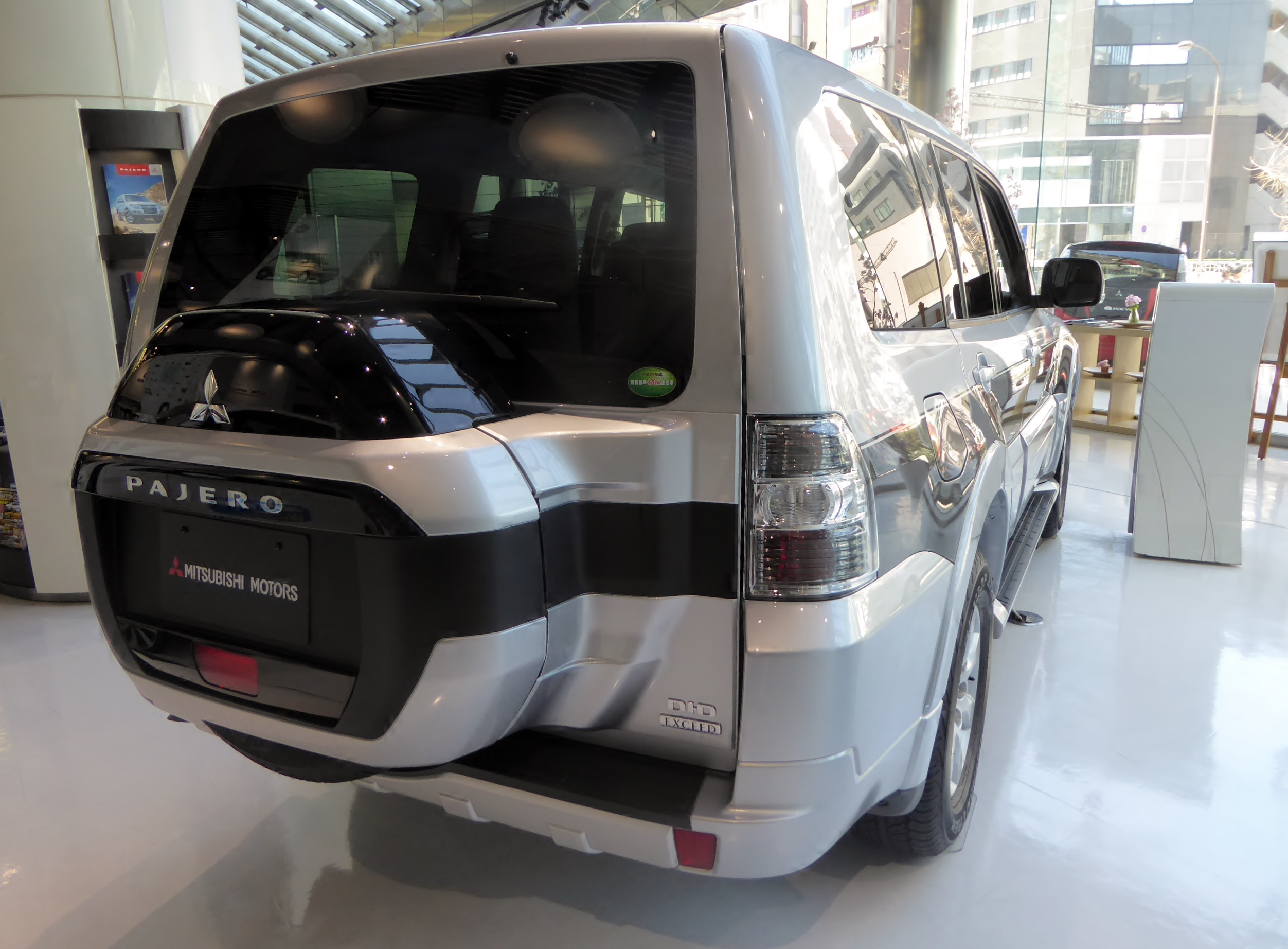
미쓰비시 파제로(후기형) 후측면

## 5세대(예정)
2026년에 출시될 예정이다.